# Neferthenut
Neferthenut, o Nofrethenut, (Nfrt ḥnwt, "bella dama") va ser una reina egípcia de la XII Dinastia. Era probablement una esposa de Senusret III.

## Notícies
| nfr | t | H | nw · t |

| nfr | t | H | nw · t |

Fins ara només se la coneix pel sarcòfag i fragments de relleus de la capella trobats al costat de la seva piràmide. Aquesta piràmide (originàriament de 16.8 x 16.8 m de base i segurament la mateixa mida d'alçada) i capella, formaven part del complex piramidal de Senusret III a Dashur. La posició de la seva tomba, al costat de la piràmide del rei Senusret III, és un dels elements que fa pensar que fos seva esposa.
Van trobar la seva tomba saquejada; l'arqueòleg francès Jacques de Morgan, que la va excavar el 1894, només hi va trobar dos caps de maça. Per la seva banda, l'egiptòleg alemany Dieter Arnold, que va tornar a excavar el complex piramidal i la tomba de la reina, va assenyalar la baixa qualitat de la inscripció del seu sarcòfag, que contrasta amb els sarcòfags d'altres dones reials enterrades al costat de la piràmide, cosa que suggereix que la reina no hauria estat enterrada aquí des del principi. En una altra cambra sota la piràmide hi ha un segon sarcòfag sense inscripció.

## Títols
Neferthenut duia els títols següentsː
- Esposa del Rei (ḥmt-nỉswt)
- La que du la Corona Blanca (ẖnm.t-nfr-ḥḏ.t)
- Princesa eterna (ỉrỉỉ.t-pˁt)
- La que veu Horus i Seth (m33t-ḥrw- stš).